# یونس موسی
یونس موسی (انگلیسی: Yunus Musah؛ زادهٔ ۲۹ نوامبر ۲۰۰۲) بازیکن فوتبال اهل ایالات متحده آمریکا است که برای باشگاه میلان بازی می کند.